# Ferrari 212 Inter
De Ferrari 212 Inter is een sportwagen van het Italiaanse automerk Ferrari.
De eerste Ferrari 212 Inter werd onthuld in 1951 tijdens de European Motor Show Brussels, en was gemaakt voor het gebruik op de weg, terwijl de Ferrari 212 Export (kortere wielbasis 2250 mm) gemaakt was voor op het circuit.
Ferrari bouwde 82 modellen van de 212 Inter, meer dan enige andere Ferrari tevoren.
De 212 Inter werd aangeboden in drie verschillende versies: Berlinetta, cabriolet en coupé.